# 영락중학교
영락중학교(永樂中學校)는 대한민국 서울특별시 은평구 응암동에 있는 사립 중학교이다.

## 학교 연혁
- 1952년 6월 10일 : 영락교회에서 본교 모체인 성경구락부 중등부 개설
- 1959년 1월 22일 : 학교법인 영락학원 설립인가(이사장 한경직 목사)
- 1959년 3월 25일 : 영락중학교 설립 인가(초대 교장 계병호 장로)
- 1967년 2월 28일 : 응암동 현재 교사로 이전
- 1981년 2월 20일 : 병설 상업고교 봉천동 신축교사로 이전
- 1985년 3월 2일 : 남여 공학(혼성 학급) 시작
- 2005년 3월 1일 : 한경직관(신관) 준공
- 2019년 2월 1일 : 제65회 졸업식 거행
- 2020년 9월 1일 : 제14대 이석주 교장 취임

## 참고 자료
- 영락중학교 - 한국교육학술정보원 학교알리미